# 民芸ミュージアム匠の館
民芸ミュージアム匠の館（みんげいミュージアムたくみのやかた）は、岐阜県高山市丹生川町にある博物館、美術館。
水族館の森の水族館を併設し、匠の館・森の水族館とも言う。

## 概要
高山市丹生川町の田上家住宅の一部を使用した博物館である。1996年（平成8年）開館。
田上家住宅は木造2階建、切妻造、平入、瓦葺の大規模な農家建築である。日下部家住宅と同じ棟梁川尻治助により1882年（明治15年）着工、完成までに12年のかかったという。2007年（平成19年）2月22日に高山市の文化財に指定されている。また、日本遺産「飛騨匠の技・こころ －木とともに、今に引き継ぐ1300年－」の構成文化財である。
敷地内には木曽馬、烏骨鶏、アヒルが飼育されている。
岐阜県まちかど美術館・博物館に登録されている。

## 主な展示物
- 昭和30年ごろの高山駅周辺のジオラマ
- 磁石式電話
- 手押しポンプ
- 大工道具 - 田上家住宅を建築した川尻治助が使用したもの
- ギャラリー - 日本画家の田上修の作品が中心

## 森の水族館
- 民芸ミュージアム匠の館の敷地内に併設されている水族館である。入館料は民芸ミュージアム匠の館の入館料に含まれる。広さはテニスコート1面程度しかなく、世界最小の水族館（入館料が必要な水族館として）と言われている[4]。
- 水槽は渓流を再現したものである。淡水魚のみの飼育であり、飛騨地方の渓流の淡水魚が中心である。また、ドクターフィッシュの体験ができる。

### 主な飼育魚
- イトウ
- アマゴ
- イワナ
- ニジマス
- サツキマス
- アブラハヤ
- クチボソ
- モロコ
- タナゴ
- オヤニラミ
- イトヨ
- トミヨ
- カジカ
- アカザ
- ギバチ
- コイ
- フナ
- メダカ
- チョウザメ

## 利用案内
- 所在地：岐阜県高山市丹生川町根方532
- 開館時間：8:00 - 18:00（4月から9月）　8:00 - 17:00（10月から3月）
- 休館日：無休　※臨時休館あり
- 入館料：大人500円　小人（小学生以下）300円

## 交通アクセス

### 公共交通機関
- 濃飛バス平湯・新穂高線「琴水苑口」バス停より徒歩約10分
  - JR高山本線高山駅（高山濃飛バスセンター）より「新穂高ロープウェイ」行き

### 自動車
- 高山駅より国道158号、県道459号白井北方線経由で約30分